# سيد شهيد إلياس
سيد شهيد إلياس (بالإنجليزية: Syed Shahid Hakim)‏ هو لاعب كرة قدم هندي، ولد في 23 يونيو 1939، وتوفي في 22 أغسطس 2021.

## وصلات خارجية
- سيد شهيد إلياس على موقع قاعدة بيانات كرة القدم.إي يو (الإنجليزية)
- سيد شهيد إلياس على موقع أوليمبيديا (الإنجليزية)